# Mapimí (kommun)
Mapimí är en kommun i Mexiko.   Den ligger i delstaten Durango, i den centrala delen av landet, 900 km nordväst om huvudstaden Mexico City. Antalet invånare är 25 137.
Följande samhällen finns i Mapimí:
- Bermejillo
- Mapimí
- Ceballos
- San Juan de Cañitas
- El Veinticuatro
- Estación Yermo
- Treinta de Noviembre
- San Martín
- Santa Elena
- Lindavista